# Gjurkoci
Gjurkoci (albanska: Gjurkoci,) är en by i Kosovo. Den ligger i kommunen Komuna e Shtimes. Enligt den senaste folkräkningen år 2011 fanns det 1 132 invånare.

## Demografi
| Demografi | 2011 |
| --------- | ---- |
| albaner   | 880  |
| Ashkali   | 251  |
| okänt     | 1    |